# 室主
室主，為中國僅見於新朝的皇女封號。

## 起源
中國歷代以來，皇帝之女皆被封為公主，而王莽篡西漢建立新朝以後，諸多制度皆仿效周朝，大改西漢典章制度，並將皇女的封號從公主改為室主。
文獻中有記載的第一位室主，為王莽長女。王莽長女原為西漢漢平帝皇后，後王莽篡漢建新，改封長女為黃皇室主。而王莽另兩女——王曄、王捷，則依序被封為睦脩任、睦逮任

## 黃皇室主
“黃皇”二字，唐朝柳宗元、顏師古二人有不同看法：
- 柳宗元在元和八年（813年）五月十六日遊黃溪後，作《遊黃溪記》，並於遊記中言，黃溪之神謂之黃神，成仙前為一王姓凡人，因而王莽視之為同宗；王莽自稱為黃帝、舜帝後裔，又，黃與王讀音相近，因此封長女為黃皇室主。
- 顏師古則認為，王莽自認新朝正朔為土德，因而有黃室之名，室主，如同漢朝稱公主一般。

## 結束
在歷代的皇女封號中，室主是個絕無僅有的特例，不若後世的帝姬一般存續十數年、且受封人數只有王莽長女，另兩女王曄、王捷是否被封為室主則不得而知。
地皇四年（23年），綠林軍攻入京師長安，王莽被殺，王莽長女黃皇室主投未央宮大火自盡身亡，王莽另兩女王曄、王捷則不知去向。而隋著王莽死去、新朝滅亡，室主一號就此消失，之後的朝代也不曾使用，使王莽長女成為中國史上僅有的室主。